# Adventure (игра)
Adventure — компьютерная игра 1979 года для игровой платформы Atari 2600, одна из первых игр в жанре action-adventure. Создатель игры, Уоррен Робинетт, стал первым известным разработчиком в мире, поместившим в игру пасхальное яйцо.

## Разработка игры
Игра была создана под впечатлением от текстовой игры «Colossal Cave Adventure», созданной Уиллом Кроутером и модифицированной Доном Вудсом. Несмотря на то, что прообраз игры был текстовым, сама игра является графической. «Adventure» была выпущена общим тиражом в миллион копий, благодаря чему игра заняла седьмое место в рейтинге самых продаваемых игр для Atari 2600 за всю историю существования платформы.
В 1979 году разработчикам не разрешалось помещать свои имена к выпускаемым работам. Робинетт пошёл на хитрость, внеся в саму игру скрытое упоминание о себе, сделав тем самым то, что ныне называется пасхальным яйцом. Согласно Уоррену, первым, кому удалось обнаружить секрет, стал молодой игрок из Солт-Лейк-Сити, который и написал об этом в Atari.
Пасхальное яйцо можно было обнаружить только на 2 или 3 уровне сложности, найдя «невидимый» (сливающийся с общим фоном) объект размером 1×1 пиксель и доставив его в секретную комнату сквозь фальшивую стенку (при иных обстоятельствах проход ничем себя не выявляет) в золотом замке. Дойдя до секретной комнаты, игрок получал сообщение «Created by Warren Robinett» («Создано Уорреном Робинеттом»).

## Игровой процесс
Основная задача игрока — найти кубок и вернуть его в золотой замок. Персонаж игрока, изображаемый простым квадратом, путешествует по замкам, лабиринтам, различным комнатам. В некоторых из них лежат меч, ключи, каждый из которых может отпереть определенный замок (золотой, чёрный и белый), волшебный мостик, позволяющий двигаться сквозь стены, и магнит, притягивающий прочие предметы.
В лабиринтах есть три дракона, которые охраняют важные предметы и убить которых можно только с помощью меча. Также есть летучая мышь, которая может произвольно забирать или оставлять предметы в комнатах, а также воровать их у персонажа. Персонаж также может схватить её и путешествовать на ней по лабиринтам.

## Продолжения
- Продолжение «Adventure» было анонсировано в начале 1982 года, однако оно было преобразовано в серию игр «Swordquest»[5].
- Само продолжение вышло в 2005 году для ретроконсоли Atari Flashback 2.